# Гильотина (слесарный инструмент)

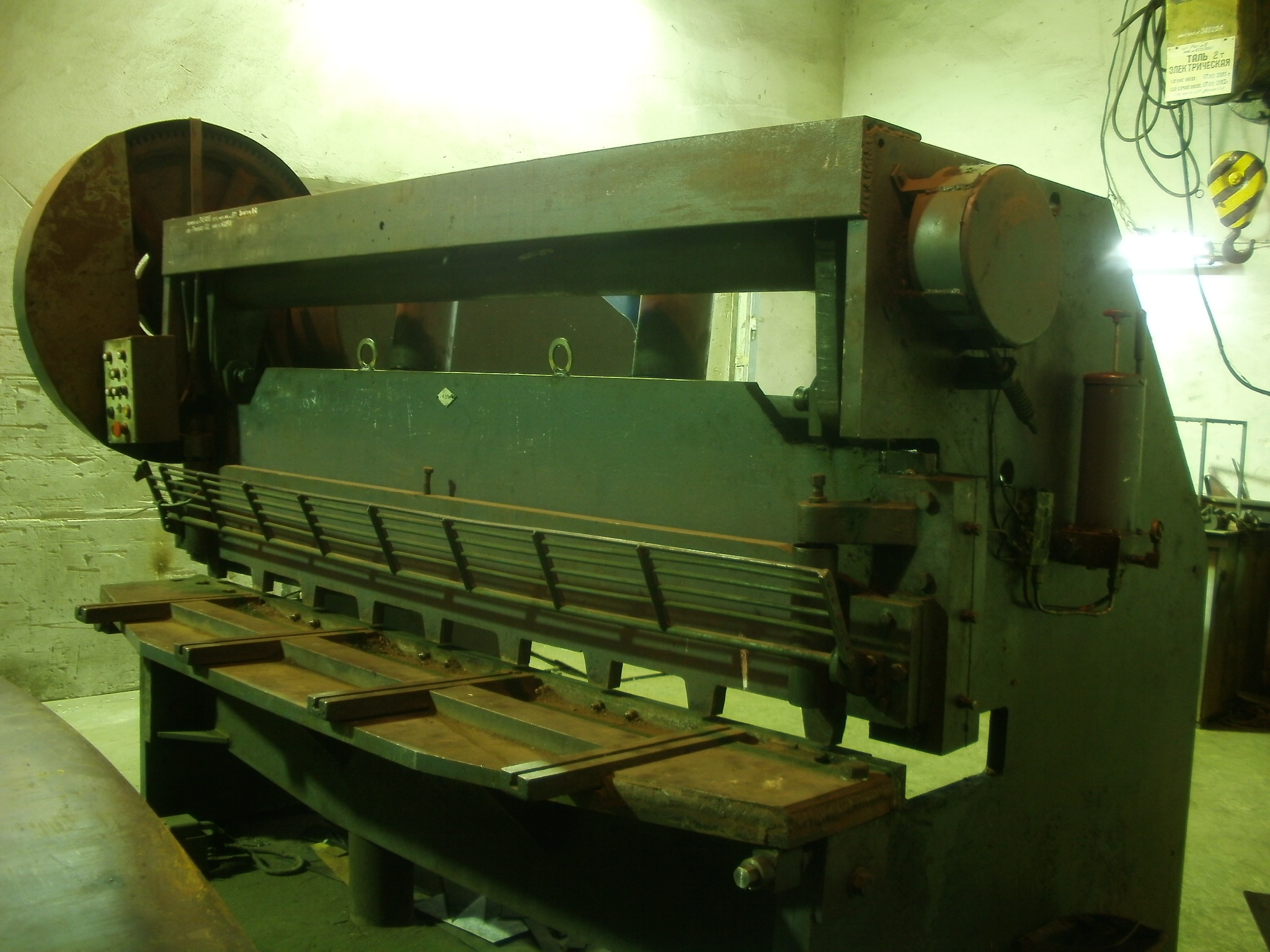
Гильотинные ножницы для резки листового металла.

Гильотина, гильотинные ножницы (фр. guillotine) — механическое устройство для резки материалов, имеющие в своей конструкции косой подвижный нож, двигающийся в одной плоскости без изменения угла наклона. Предназначены для прямой продольной и поперечной резки листового и полосового материала из стали, цветных металлов и их сплавов на начальном этапе производства. Основное преимущество ножниц гильотинного типа состоит в том, что в момент реза, давление на разрезаемый материал производится не по всей длине реза, что снижает требуемое усилие. Так же рубка стального листа гильотиной позволяет практически исключить потери металла в виде стружки. Чем больше угол наклона, тем меньше усилие и хуже качество реза. 
Основное назначение механической гильотины - рубка листового материала на заготовительном производстве. Ножницы предназначены для выполнения прямолинейных резов, вырезы таким инструментом не выполняются. Для удержания материала во время реза, некоторые гильотины имеют в своём составе прижим - пресс с механическим или гидравлическим приводом. Пресс снижает эффект вытягивания материала из под ножа и рез получается ровнее. Кроме того, наличие прижима позволяет с успехом резать стопки материала. В типографиях гильотины с прижимом применяются для форматирования (нарезки) больших кип бумаги.
Тот же принцип применяется в механизмах для резки листового (прокатного) металла (станки гильотинного типа, гильотинные ножницы), а также для обрубки кабелей в аварийных ситуациях, например, в случае необходимости сброса испытываемого на подвесе двигателя с летающей лаборатории, все связанные с этим двигателем провода обрубаются гильотиной, а не отключаются. В мясоперерабатывающей промышленности имеются дробилки гильотинного типа. Приспособление для обрезки кончиков сигар устроено по тому же принципу и называется гильотинкой.

## Классификация
По типу управления гильотинные ножницы классифицируются на:
- Ручные;
- Пневматические;
- Гидравлические;
- Механические;
- Электромеханические;
- Автоматические (с ЧПУ);
- Комбинированные.